# Славки (Решетиловский район)
Славки (укр. Славки) — село,
Песчанский сельский совет,
Решетиловский район,
Полтавская область,
Украина.
Код КОАТУУ — 5324283206. Население по переписи 2001 года составляло 100 человек.
Найдена на трехверстовке Полтавской области. Военно-топографическая карта.1869 год как хутор Славки 

## Географическое положение
Село Славки находится на правом берегу реки Ольховатая Говтва,
ниже по течению на расстоянии в 0,5 км расположено село Бабичи,
на противоположном берегу — село Федиевка.
Река в этом месте извилистая, образует лиманы, старицы и заболоченные озёра.
Рядом проходит автомобильная дорога Т-1721.